# 大正琴こころのメロディー
大正琴こころのメロディー（たいしょうごとこころのメロディー）は、2002年7月6日から2014年3月30日まで放送されていたCBCラジオ制作の大正琴専門のラジオ番組。
進行役はCBCアナウンサーの渡辺美香。

## 概要
国内最大規模の大正琴流派「琴伝流」（本社：長野県駒ヶ根市）の提供で、大正琴の魅力を紹介する。この種のラジオ番組は大正琴業界初の試みである。番組制作局がCBCラジオなのは「大正琴発祥の地にある放送局」であるためで、番組製作も名古屋で行われている。
琴伝流主催の大正琴演奏会の情報が毎週織り込まれていて、その風景を渡辺が適宜取材。大舞台で大正琴を演奏したグループの生の声を放送している。
番組のオープニングではDREAMS COME TRUEの「LOVE LOVE LOVE」、CMではサザンオールスターズの「TSUNAMI」が琴で演奏される。
基本的に、琴伝流の地域統括本部が置かれている地域の局でのみ放送されている。開始当初は最大13局にネットされていたが、琴伝流の方針により（回線使用料の関係上）2009年4月改編以降は11局ネットに縮小したが、2010年4月改編以降はJRNとJRN非加盟局で初となるKBSの計12局ネットとなった。

## 相次ぐネット局の離脱・番組の終了
2012年1月からはCBCラジオとTBSラジオの2局ネットへと整理された。翌2013年に入ると3月をもってTBSラジオのネット受けが終了。4月からはCBCのみのローカル放送となり、そして2014年3月30日をもって放送終了となり、2002年7月から始まったこの番組は11年9ヶ月の放送に幕を閉じた。
なお、関東地方向けには2013年4月から文化放送にて独自番組「琴伝流 ハートミュージアム」が開始されていたが、こちらも同日に終了した。

## 番組ネット局と放送日時
CBCラジオ（制作局）日曜8:25～8:34

### CBC以外のネット局
- HBC 北海道放送（日曜6:50～6:59、2011年12月25日を以てネット打ち切り）
- RAB 青森放送
- TBC 東北放送（日曜6:15～6:24、2011年12月25日を以てネット打ち切り）
- YBC 山形放送
- RFC ラジオ福島
- TBSラジオ（日曜5:30～5:39。『プレシャスサンデー』内。2013年3月31日を以て、ネット打ち切り）
- SBC 信越放送（日曜8:20～8:29、2011年12月25日を以て、ネット打ち切り）
- MRO 北陸放送（日曜7:20～7:29、2011年12月25日を以て、ネット打ち切り）
- SBS 静岡放送（日曜5:50～5:59、2011年12月25日を以て、ネット打ち切り）
- KBS 京都放送（土曜5:55～6:04、2010年4月10日よりネット開始、2011年12月31日を以て、ネット打ち切り。※NRN単独加盟局）
- MBS 毎日放送（土曜5:05～5:14放送。2010年4月3日を以て、ネット打ち切り、KBSへネット移管）
- RSK 山陽放送（土曜6:50～6:59、2010年4月10日よりネット開始、2011年12月31日を以て、ネット打ち切り）
- RCC 中国放送（土曜5:40～5:49、2011年12月31日を以て、ネット打ち切り）
- RKB毎日放送（土曜6:20～6:29。『ゆき☆ウキウキ!』内。2011年12月31日を以て、ネット打ち切り）
- MBC 南日本放送
- RBC 琉球放送（日曜10:30～10:39。2011年12月25日を以て、ネット打ち切り）